# Sebastián Figueredo
Sebastián María Figueredo Vilar del Valle (Montevideo, 24 settembre 2001) è un calciatore uruguaiano, difensore del Leganés.

## Carriera
Figueredo è cresciuto nel settore giovanile dei Montevideo Wanderers, con cui ha firmato il primo contratto professionistico il 9 dicembre 2021. Ha debuttato in prima squadra il 2 aprile 2022 nell'incontro di Primera División pareggiato 0-0 contro il Danubio ed il 2 luglio 2023 ha messo a segno il suo primo gol nel successo per 4-0 contro il River Plate (M).
Nel 2025 si è trasferito al Leganés, club della seconda divisione spagnola.

## Statistiche

### Presenze e reti nei club
Statistiche aggiornate al 5 maggio 2024.
| Stagione        | Squadra              | Campionato      | Campionato | Campionato | Coppe nazionali | Coppe nazionali | Coppe nazionali | Coppe continentali | Coppe continentali | Coppe continentali | Altre coppe | Altre coppe | Altre coppe | Totale | Totale | Totale |
| Stagione        | Squadra              | Comp            | Pres       | Reti       | Comp            | Pres            | Reti            | Comp               | Pres               | Reti               | Comp        | Pres        | Reti        | Pres   | Reti   |        |
| --------------- | -------------------- | --------------- | ---------- | ---------- | --------------- | --------------- | --------------- | ------------------ | ------------------ | ------------------ | ----------- | ----------- | ----------- | ------ | ------ | ------ |
| 2022            | Montevideo Wanderers | PD              | 14         | 0          | CU              | 2               | 0               | CS                 | 1                  | 0                  |             | -           | -           | 16     | 0      |        |
| 2023            | Montevideo Wanderers | PD              | 14         | 1          | CU              | 0               | 0               |                    | -                  | -                  |             | -           | -           | 14     | 1      |        |
| 2024            | Montevideo Wanderers | PD              | 7          | 0          | CU              | 0               | 0               | CS                 | 0                  | 0                  |             | -           | -           | 7      | 0      |        |
| Totale carriera | Totale carriera      | Totale carriera | 35         | 1          |                 | 2               | 0               |                    | 0                  | 0                  |             | -           | -           | 37     | 1      |        |